# HD 157819
HD 157819 är en ensam stjärna belägen i den mellersta delen av stjärnbilden Altaret. Den har en skenbar magnitud av ca 5,94 och är svagt synlig för blotta ögat där ljusföroreningar ej förekommer. Baserat på parallaxmätning inom Hipparcosuppdraget på ca 3,3 mas, beräknas den befinna sig på ett avstånd på ca 1 000 ljusår (ca 300 parsek) från solen. Den rör sig närmare solen med en heliocentrisk radialhastighet på ca -13 km/s.

## Egenskaper
HD 157819 är en gul till vit jättestjärna eller ljusstark jätte av spektralklass G8 II-III. Den har en radie som är ca 28 solradier och har ca 509 gånger solens utstrålning av energi från dess fotosfär vid en genomsnittlig effektiv temperatur av ca 4 600 K.